# Хізер О'Рурк
Хізер О'Рурк (англ. Heather Michele O'Rourke, (27 грудня 1975 — 1 лютого 1988) — американська акторка-дитина, відома своїми ролями у фільмі Полтергейст та його приквелах.

## Життєпис
Хізер Мішель О'Рурк народилася 27 грудня 1975 року в Сан-Дієго, у сім'ї Кетлін і Майкла О'Рурк. Її мати працювала швачкою, а батько – столяром. У неї була старша сестра Теммі О'Рурк, також актриса. Її батьки розлучилися в 1981 році, а мати вийшла заміж за водія вантажівки Джима Піла в 1984 році, коли вони жили в трейлерному парку в місті Анагайм. Пізніше її успіх дозволив сім'ї придбати будинок у місті  Біг-Бір-Лейк (Каліфорнія). У перервах між акторськими роботами О'Рурк відвідувала початкову школу Біг-Бір, де була президентом свого п'ятого класу. На момент її смерті сім'я жила в Лейксайді, передмісті Сан-Дієго.
На початку 1987 року О'Рурк захворіла на лямбліоз. Згодом у неї діагностували хворобу Крона.
31 січня 1988 року у неї почали проявлятися симптоми грипу. Наступного ранку, 1 лютого, вона знепритомніла у своєму домі та була терміново доставлена до лікарні. По дорозі вона пережила зупинку серця, але парамедики змогли перезапустити її серце о 9:25 ранку. Згодом її доставили до дитячої лікарні Сан-Дієго, де було виявлено, що у неї стеноз кишечника, і її екстрено прооперували. Вона пережила операцію, але не пережила ще одну зупинку серця під час реанімації. Лікарі проводили серцево-легеневу реанімацію протягом більше 30 хвилин, але дівчинка була оголошена мертвою о 14:43 того дня. Причиною смерті дівчинки був визнаний вроджений стеноз кишечника, ускладнений септичним шоком.
5 лютого 1988 року похована на Кладовищі Вествуд.

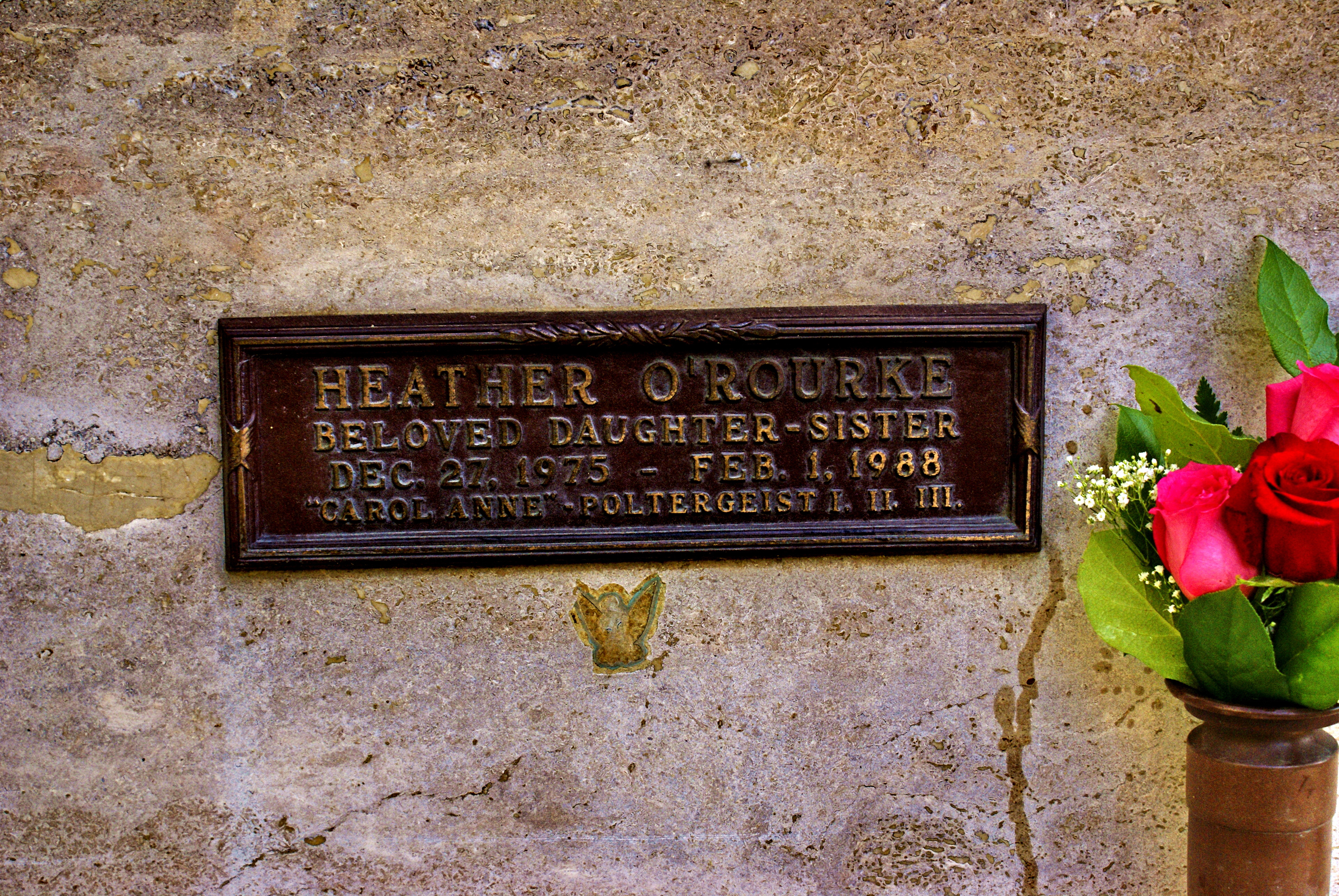
Табличка на могилі. Напис: Хізер О'Рурк, кохана донька і сестра

## Фільмографія

### Фільми
- Полтергейст (1982) - Керол Енн Фрілінг
- Полтергейст 2 (1986) - Керол Енн Фрілінг
- Полтергейст 3 (1987) - Керол Енн Фрілінг

### Телесеріали
- Острів фантазій (1981) — юна Ліза Блейк (епізод: «Дитина Елізабет / Художник і жінка»)
- Щасливі дні (1982-1983)
- Массараті Брайан (1982) - Скай Генрі
- Чіпи (1983) - Ліндсі
- Метт Х'юстон (1983) - Санні Кімбалл
- Вебстер (1983) - Мелані
- Шукач втрачених кохань (1984) - Джилліан Марш
- Вижити: Сім'я в кризі (1985) - Сара Броган
- The New Leave It to Beaver (1986-1987) - Хізер
- Around the Bend (1986) - донька
- Наш дім (1987) - Дана
- Рокі Роад (1987) - російська дівчина (епізод "москва на набережній")

## Нагороди
О'Рурк була номінована на шість колективних нагород Молодий актор, одну з яких виграла за її гру в серіалі «Вебстер» у 1985 році.